# Castellot de la Roca Roja
El Castellot de la Roca Roja és el nom que rep el jaciment arqueològic d'un poblat ibèric situat a la vora esquerra del riu Ebre, aigües avall de la població de Benifallet, al Baix Ebre, declarat bé cultural d'interès local.
Es tractava d'un petit poblat de planta triangular i fortificat amb una muralla que sembla que fou ocupat entre el segle VI i el III aC. Està situat sobre un sortint rocallós a la vora del riu, a uns 45 metres d'alçada, de manera que l'únic accés a la instal·lació restava a l'extrem nord-est. En aquest punt, un destacat sistema defensiu de fins a 5 metres d'alçada devia evitar l'accés de bèsties o persones hostils.